# Universidade Harvard
Universidade Harvard (em inglês:  Harvard University;  PRONÚNCIA) é uma universidade privada situada na cidade de Cambridge, estado de Massachusetts, nos Estados Unidos. É um membro da Ivy League. Sua história, influência e riqueza tornam-na uma das mais prestigiadas universidades do mundo.
Fundada em 1636 pela Assembleia Estadual de Massachusetts, e logo depois nomeada em homenagem a John Harvard, seu primeiro benfeitor, a universidade é a mais antiga instituição de ensino superior dos Estados Unidos. Embora nunca tenha sido formalmente afiliada a qualquer denominação religiosa, a faculdade inicial forneceu ensino principalmente para o clero congregacionalista e unitarista. Seu currículo e corpo discente foram gradualmente secularizados ao longo do século XVIII e, por volta do século XIX, Harvard tinha emergido como o estabelecimento cultural central entre as elites de Boston. Após a Guerra Civil Americana, o então reitor Charles William Eliot (1869-1909) transformou a faculdade e as escolas profissionais afiliadas em uma moderna universidade de pesquisa; Harvard foi membro fundador da Associação de Universidades Americanas em 1900. James Bryant Conant conduziu a universidade durante a Grande Depressão e o início da Segunda Guerra Mundial e começou a reformar a grade curricular e a liberalizar admissões após a guerra. A faculdade de graduação tornou-se mista após a sua fusão com o Radcliffe College em 1977. Drew Gilpin Faust foi eleita a 28ª reitora em 2007 e é a primeira mulher a liderar a instituição.
Hoje em dia, a universidade dispõe de várias instituições acadêmicas e tem muitos ex-alunos de destaque. Está organizada em onze unidades acadêmicas diferentes — dez faculdades e do Instituto Radcliffe de Estudos Avançados — com campi em toda a área metropolitana de Boston. O campus principal de 85 hectares da Universidade de Harvard é centrado no Harvard Yard em Cambridge, aproximadamente 4,8 quilômetros a noroeste de Boston. As instalações das faculdades de negócios e atletismo, como o Estádio da Harvard, está localizado do outro lado do rio Charles, no bairro Allston, em Boston, e as faculdades médicas, odontológicas e de saúde pública estão localizadas na Área Médica de Longwood.
Oito presidentes dos Estados Unidos formaram-se nessa universidade e cerca de 150 ganhadores do Prêmios Nobel foram filiados como estudantes, professores ou funcionários da instituição. Harvard também é a alma mater de sessenta e dois bilionários que vivem, em sua maioria, nos Estados Unidos. A Biblioteca da Universidade de Harvard é também a maior biblioteca acadêmica dos Estados Unidos e uma das maiores do mundo. O Harvard Crimson compete em 42 esportes intercolegiais na primeira divisão da National Collegiate Athletic Association (NCAA) da Ivy League. Harvard tem maior orçamento do que o de qualquer outra instituição acadêmica do mundo, situando-se em cerca de 30 bilhões de dólares em setembro de 2012.

## História

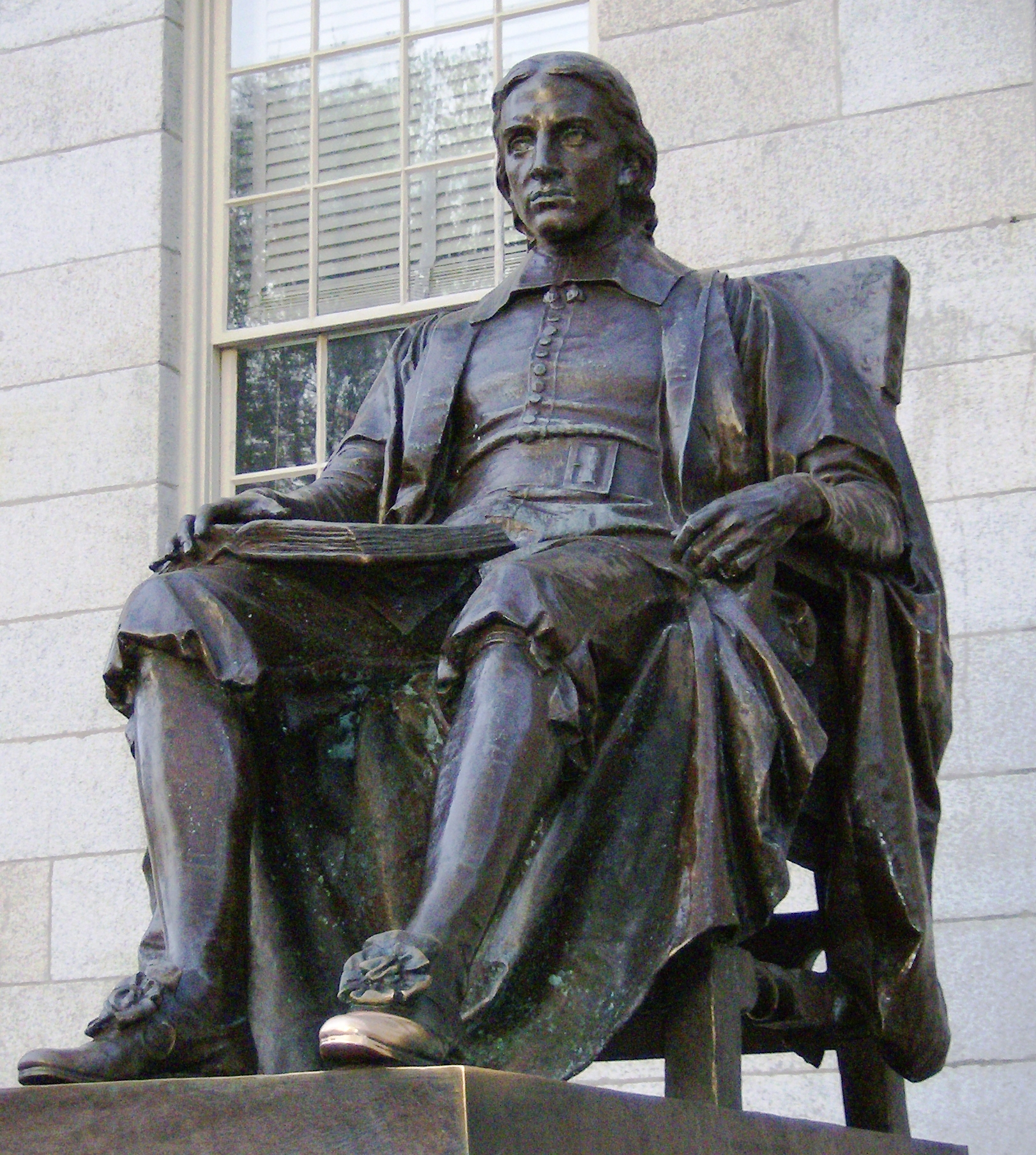
Estátua de John Harvard, no campus da universidade.

Harvard foi estabelecida em 1636 pelo voto do Grande Tribunal Geral da Colônia da Baía de Massachusetts. Em 1638, obteve a primeira imprensa da América Anglo-Saxônica. Em 1639, foi nomeada Harvard College, em homenagem ao falecido clérigo John Harvard, um ex-aluno da Universidade de Cambridge, que havia deixado à escola 779 libras esterlinas e uma biblioteca com cerca de 400 volumes.
Em seus primeiros anos treinou muitos ministros puritanos. A instituição oferecia um currículo clássico no modelo de universidades inglesas (muitos líderes na colônia haviam frequentado a Universidade de Cambridge) mas se conformava com os princípios do puritanismo. Nunca foi afiliada a nenhuma denominação em particular, mas muitos dos primeiros graduados se tornaram clérigos nas igrejas congregacionais e unitárias.
Ao longo do século XVIII, as ideias do Iluminismo sobre a razão e o livre arbítrio tornaram-se generalizadas entre os ministros da Congregação, colocando esses ministros e suas congregações em tensão com os partidos mais calvinistas. No século XIX, Charles W. Eliot, presidente da instituição entre 1869 e 1909, eliminou a posição privilegiada do cristianismo no currículo, ao mesmo tempo em que deixou os alunos seguirem suas próprias direções. Apesar de Eliot ter sido a figura mais crucial na secularização do ensino superior estadunidense, ele não estava motivado por um desejo de secularizar a educação, mas por convicções unitárias transcendentalistas. Derivadas de William Ellery Channing e Ralph Waldo Emerson, essas convicções eram focadas na dignidade e no valor da natureza humana, o direito e a habilidade de cada pessoa de perceber a verdade e o Deus em cada um.
Durante o século XX, a reputação internacional de Harvard cresceu e doações crescentes e professores proeminentes expandiram o escopo da universidade. O rápido crescimento da matrícula continuou à medida que novas escolas de pós-graduação começaram e a faculdade de graduação se expandiu. O Radcliffe College, estabelecido em 1879 como escola irmã do Harvard College, tornou-se uma das escolas mais proeminentes para mulheres nos Estados Unidos. Harvard tornou-se membro fundadora da Associação de Universidades Americanas em 1900.

## Campi

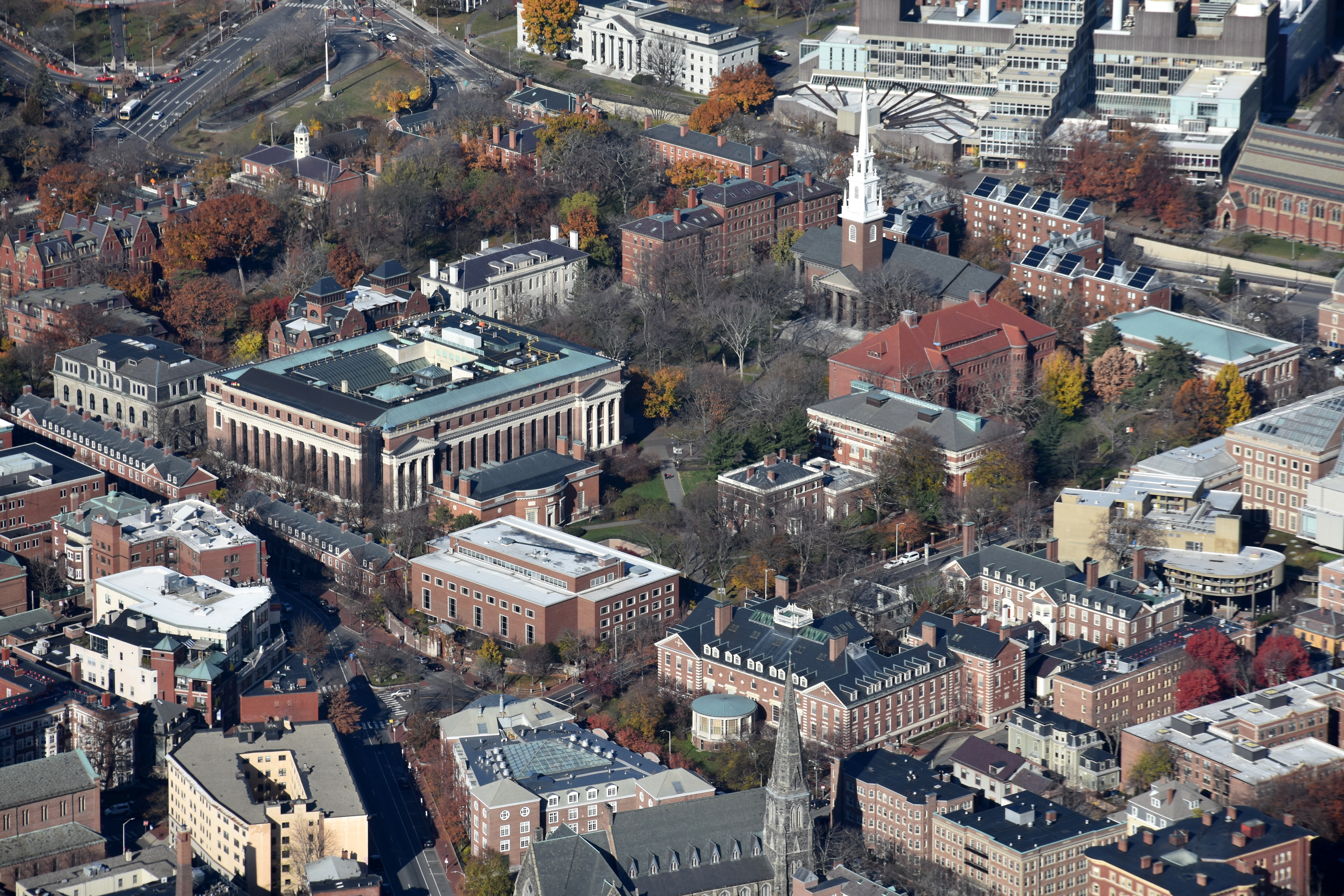
Campus de Harvard em Cambridge, Massachusetts.

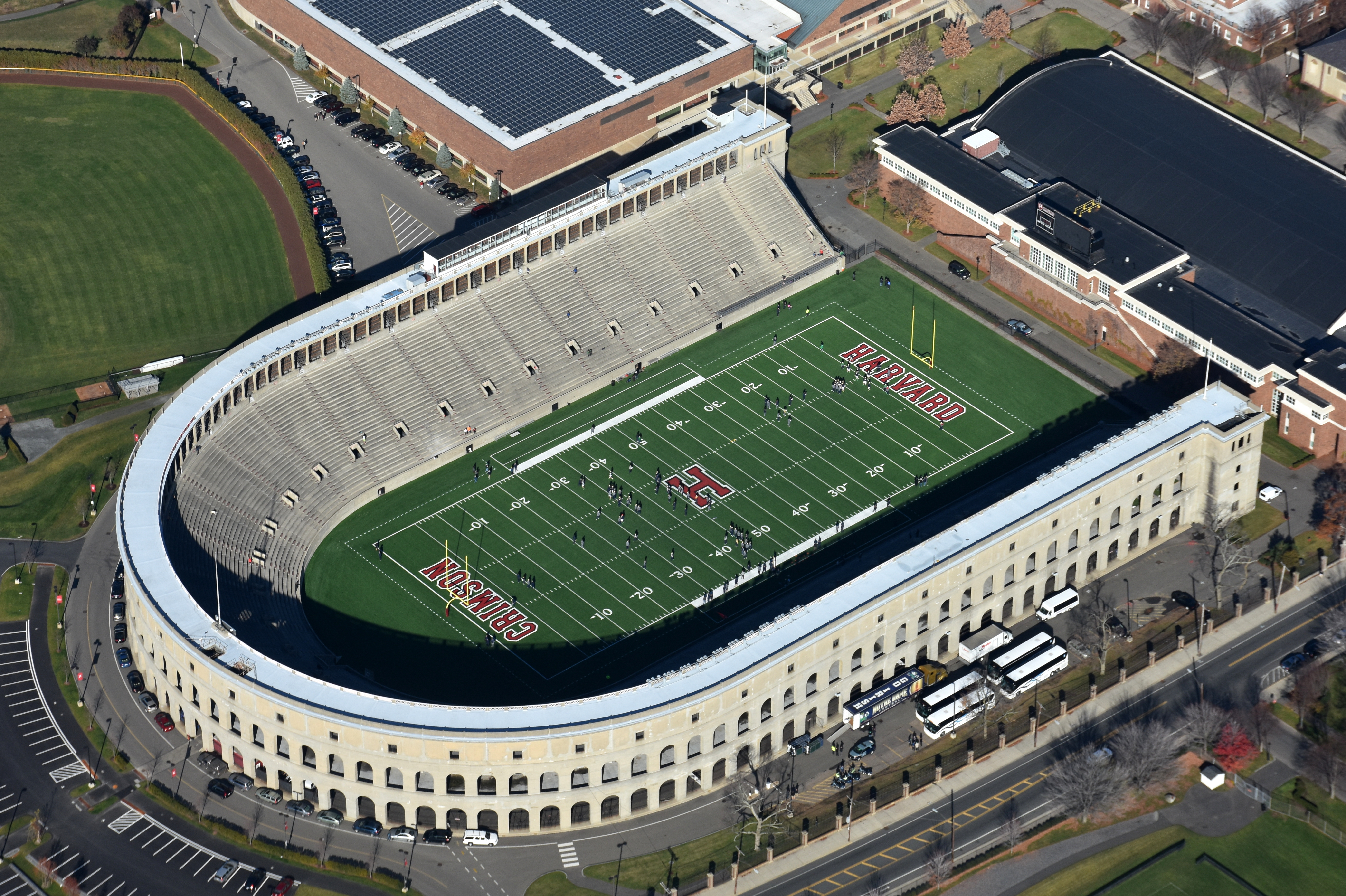
O Harvard Stadium.

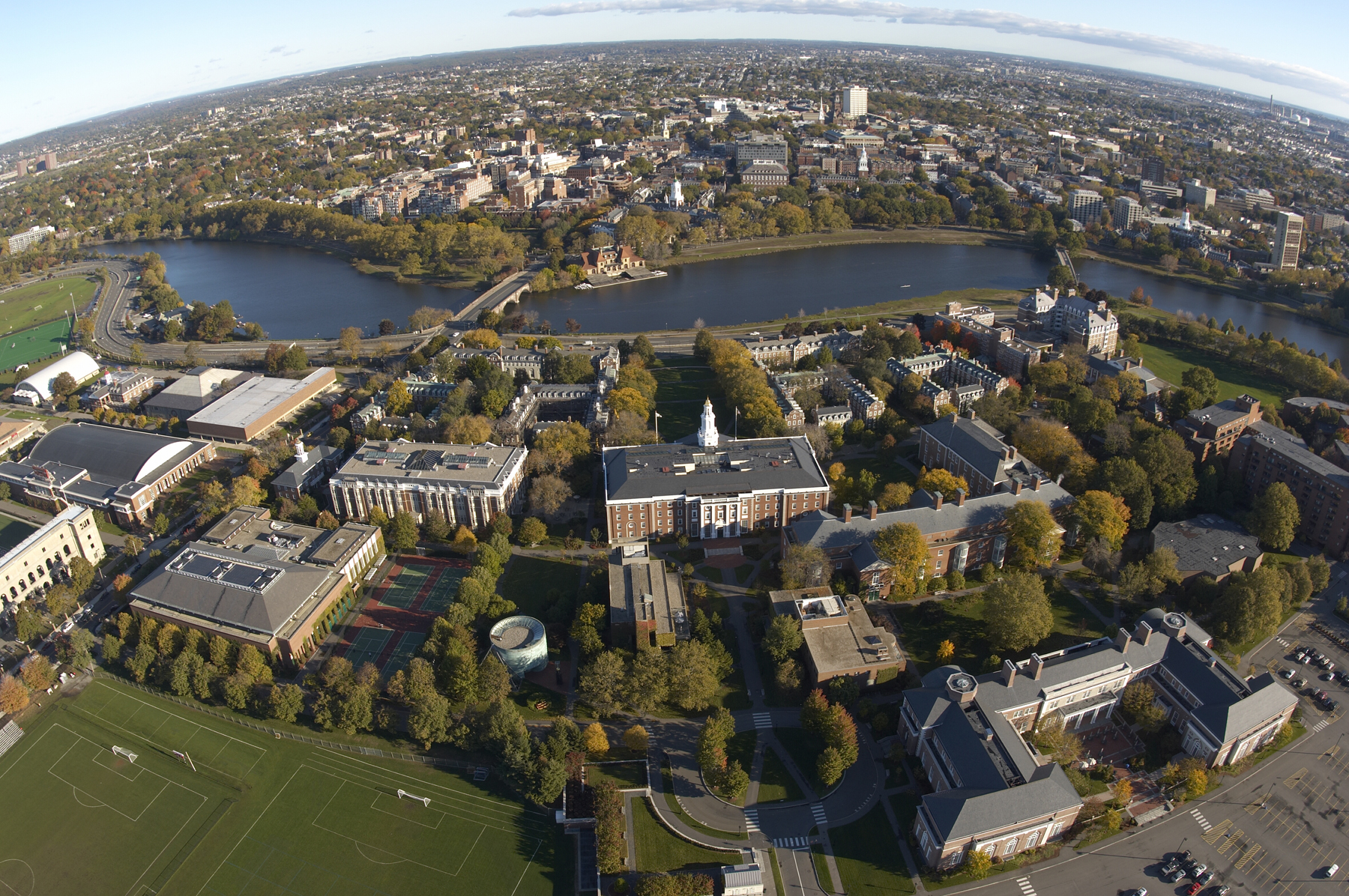
Harvard Business School em Allston.

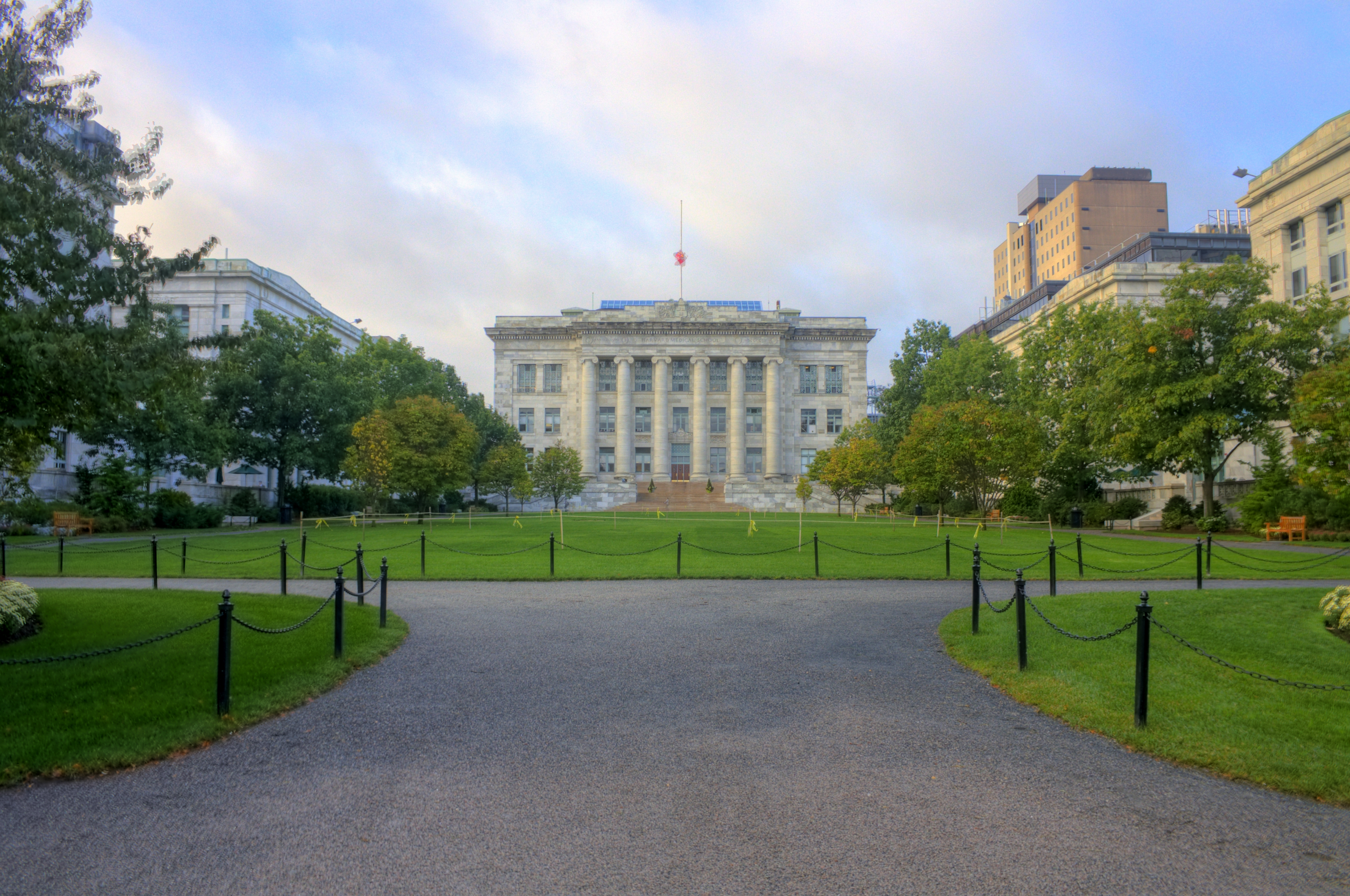
Harvard Medical School em Longwood.

### Cambridge
O campus principal de Harvard tem 209 hectares e é centrado no Harvard Yard em Cambridge, a cerca de 3 km a oeste-noroeste do centro de Boston, Massachusetts. Ele se estende até o bairro Harvard Square. O próprio Harvard Yard contém os escritórios administrativos centrais e as principais bibliotecas e edifícios acadêmicos da universidade, como o Hall Hall, o University Hall, a Memorial Church e a maioria dos dormitórios de primeiro ano. Graduandos de outros anos vivem em doze moradias separadas, das quais nove estão ao sul de Harvard Yard ao longo ou perto do rio Charles. As outras três estão localizadas em um bairro residencial a meia milha a noroeste do Yard no Quadrilátero (comumente conhecido como o Quad), que antes alojava estudantes do Radcliffe College até ele ser fundido ao sistema residencial de Harvard. Cada moradia contém salas para alunos de graduação, mestres de casas e tutores residentes, bem como uma sala de jantar e biblioteca. As instalações foram possíveis graças a um presente do aluno Edward Harkness, da Universidade de Yale.
Radcliffe Yard, anteriormente o centro do campus do Radcliffe College, agora é a sede do Instituto Radcliffe de Estudos Avançados em Harvard, adjacente à Escola de Pós-Graduação em Educação e ao Cambridge Common. Harvard também possui participações comerciais em Cambridge e Allston, em Boston, nas quais paga impostos sobre a propriedade. Isso inclui o Allston Doubletree Hotel, The Inn at Harvard e o Harvard Square Hotel.
Entre 2011 e 2013, a Universidade de Harvard informou estatísticas de criminalidade para o seu principal campus de Cambridge, que incluíram 104 ataques sexuais, 55 assaltos, 83 agressões, 89 arrombamentos e 43 casos de roubo de veículos.

### Allston
A Harvard Business School e muitas das instalações de atletismo da universidade, incluindo o Harvard Stadium, estão localizadas em um campus de 145 hectares em Allston, um bairro de Boston ao longo do rio Charles, no campus de Cambridge. A Ponte John W. Weeks, uma ponte para pedestres sobre o rio, conecta os dois campi. Intendendo uma grande expansão, Harvard agora possui mais terras em Allston do que em Cambridge. Um plano de dez anos exige 1,4 milhões de metros quadrados de novas construções e renovações de 50 000 metros quadrados, incluindo edifícios novos e renovados na Harvard Business School; um hotel e centro de conferências; um edifício institucional polivalente; renovações para habitação de estudantes de pós-graduação e para o Harvard Stadium; novas instalações atléticas; novos laboratórios e salas de aula para a Escola de Engenharia e Ciências Aplicadas John A. Paulson; expansão do Harvard Education Portal; e uma instalação de energia distrital.

### Longwood
Mais ao Sul, a Faculdade de Medicina de Harvard, a Faculdade de Medicina Odontológica de Harvard e a Escola de Saúde Pública de Harvard estão localizadas em um campus de 8,5 hectares na Área Médica e Acadêmica de Longwood a cerca de 5,3 km ao sul do campus de Cambridge e a mesma distância a sudoeste do centro de Boston. O Arnold Arboretum, no bairro de Jamaica Plain, em Boston, também é de propriedade e operado pela Harvard. É nesta região que estão localizados alguns dos principais hospitais escola de Harvard, como o Brigham and Women's Hospital, Boston Children's Hospital, Beth Israel Deaconess Medical Center e o Dana Farber Cancer Institute, instituições que são reconhecidas pela pesquisa e o desenvolvimento tecnológico na medicina, com algumas premiações do Prêmio Nobel direcionados a estes hospitais.

### Outros
Harvard também possui e opera a Dumbarton Oaks Research Library and Collection, em Washington, D.C.; a Harvard Forest em Petersham, Massachusetts; a estação de campo Concord em Estabrook Woods em Concord (Massachusetts) e o centro de pesquisa Villa I Tatti em Florença, na Itália. Harvard também opera o Harvard Shanghai Center em Xangai, na China.